# Натаров Вадим Олександрович
Вади́м Олекса́ндрович Ната́ров (9 травня 1963, Харків - 16 січня 2020, Харків) — український радянський ватерполіст, майстер спорту СРСР з водного поло, гравець команди вищої ліги СРСР «Локомотив» (Харків) в 1979—1985 роках, суддя національної категорії.

## Життєпис
Народився 9 травня 1963 року у Харкові.
Спортом почав займатися 1969 року під керівництвом тренера В. А. Очіткова.
1979—1985 років грав за ватерпольний клуб «Локомотив» (Харків), що виступав у вищій лізі СРСР. Майстер спорту СРСР з водного поло.
1984 року — закінчив Харківський інженерно-будівельний інститут, де здобув кваліфікацію інженера-технолога.
Другу освіту здобув у Харківському педагогічному університеті імені Григорія Сковороди, отримавши кваліфікацію викладача фізичного виховання.
Від 1986 року працює старшим викладачем на кафедрі фізичного виховання Національного технічного університету «Харківський політехнічний інститут», викладає дисципліну «Фізичне виховання».

## Праці
- Погребняк І. М., Натаров В. О., Погребняк В. В. Технічна та тактична підготовка в системі тренування ватерполістів. — Х., 2012.

## Родина
Дружина — Натарова (Ніколаєнко) Вікторія Вікторівна (нар. 28 січня 1965, Харків) — українська волейболістка, випускниця Харківського спортивного факультету Київського інституту фізичної культури. Спортом займалась з 1976 року під керівництвом Т. І. Мурадян та Ю. Н. Венгеровського.
Учасниця Спартакіади України 1982 року. Працює старшим викладачем на кафедрі фізичного виховання НТУ ХПІ.
Старший син Георгій Натаров (нар. 1988) — український бадмінтоніст і спортивний функціонер, майстер спорту України міжнародного класу, член виконавчого комітету Федерації бадмінтону України (голова суддівської колегії).
Молодший син Геннадій Натаров (нар. 1992) — український бадмінтоніст, триразовий чемпіон України, переможець престижних міжнародних змагань, майстер спорту України.